# 台湾電力株式会社社長宿舎
台湾電力株式会社社長宿舎（たいわんでんりょく-かぶしきかいしゃ-しゃちょうしゅくしゃ）とは台湾台北市にある直轄市定古蹟の洋式風建物である。

## 概略
元々は台湾電力の社長宿舍として日本統治下の1910年代に作られた。その後中央招待所、台湾省主席官邸として用いられていた。所在地は台北市中正区延平南路119号。なお、ここは中華民国総統府の後方にあたる。